# Hotel Dajti

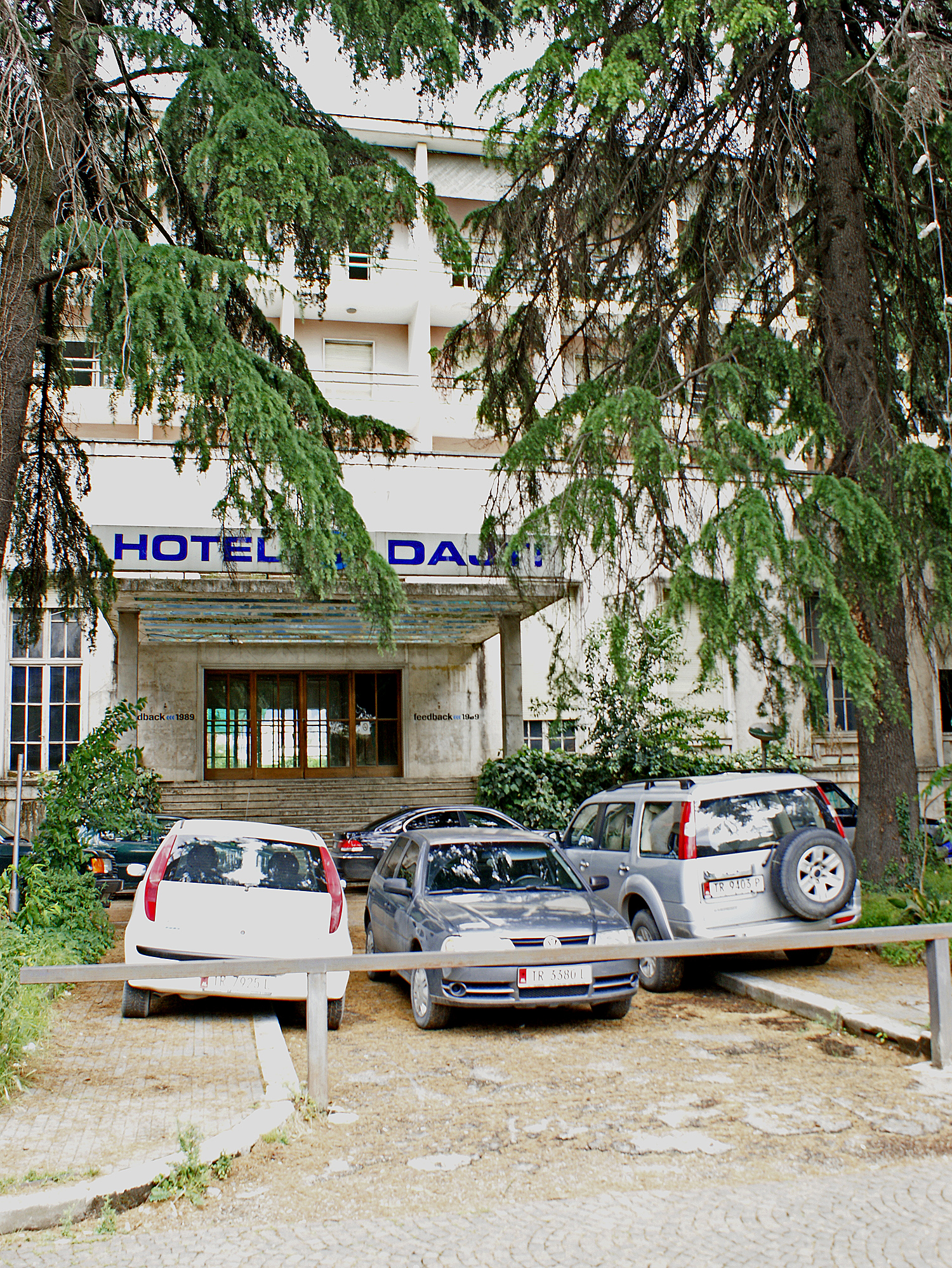
Entrén till Hotel Dajti

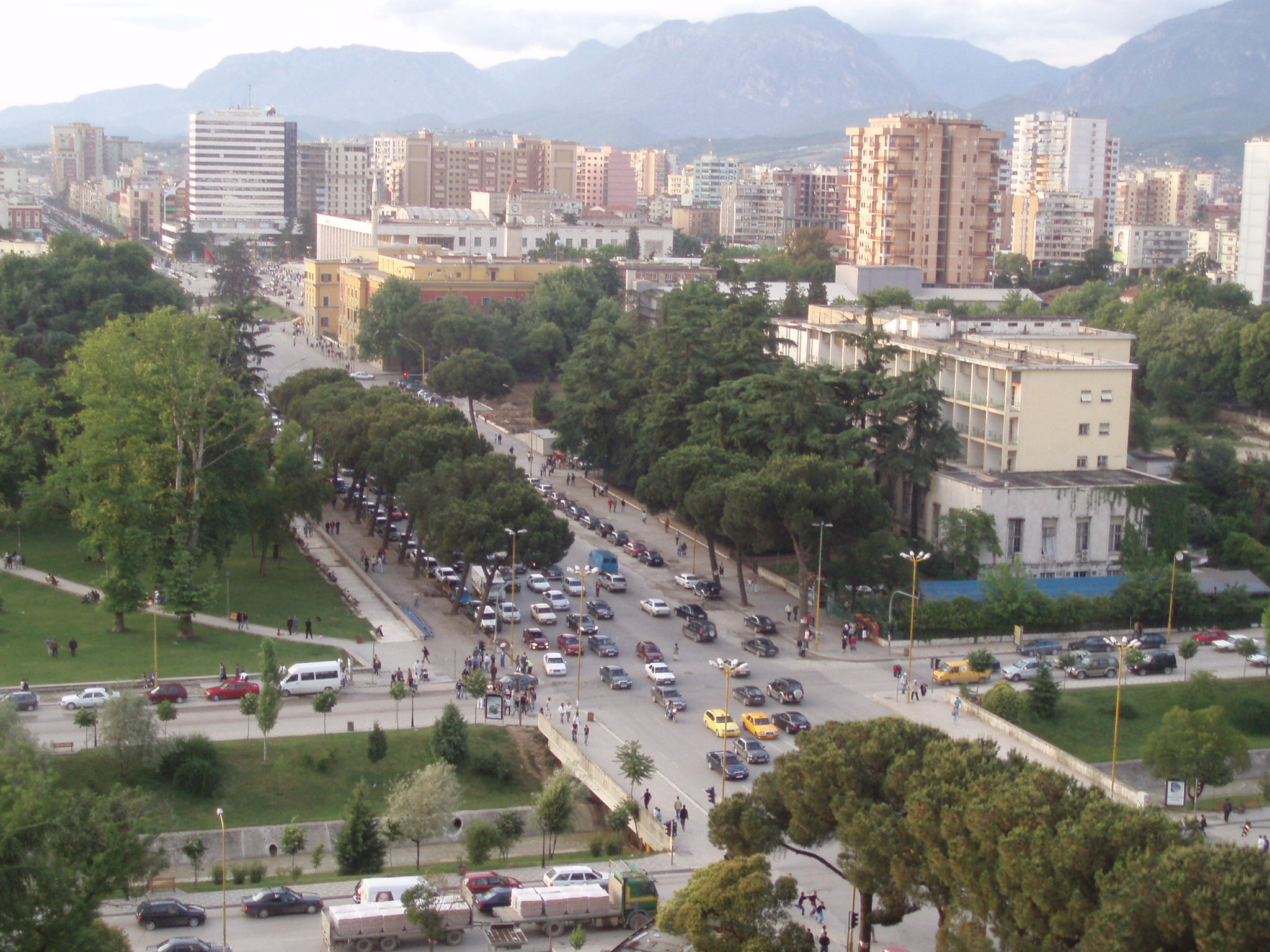
Hotel Dajti syns till höger på bilden, förfallet av byggnaden framgår på bilden

Hotel Dajti är numera ett nedlagt hotell i centrala Tirana i Albanien. Hotel Dajti tog sitt namn efter det närbelägna Dajtiberget. Hotellet byggdes på 1930-talet och ritades av Gherardo Bosio och Gio Ponti. Det var en av de första byggnaderna i funktionalistisk stil i Albanien.
Under kommunisttiden var hotellet i första hand avsedd för internationella besökare och diplomater. Gästrummen avlyssnades från källarvåningen med hjälp av mikrofoner.
Hotel Dajti är sedan 2002 ett skyddat kulturellt monument och fungerade 2009 som en mötesplats för Tiranas internationella utställning för samtida konst. Hotel Dajti köptes upp för 30 miljoner euro av Albaniens bank och fungerar för närvarande inte som ett hotell.